# Gülsədəf Kərimova
Gülsədəf Muxtar qızı Kərimova (ur. 23 sierpnia 1990) – azerska judoczka.
Uczestniczka mistrzostw świata w 2017. Srebrna medalistka igrzysk solidarności islamskiej w 2017 roku, w drużynie.